# Corio Bay
Die Corio Bay bildet den südwestlichen Teil der Port Phillip-Bucht im Ballungsraum Melbourne in Victoria (Australien).
Die Stadt Geelong grenzt an die Corio Bay. Die nördlich gelegene Vorstadt Corio leitet ihren Namen von der Corio Bay ab.

## Name

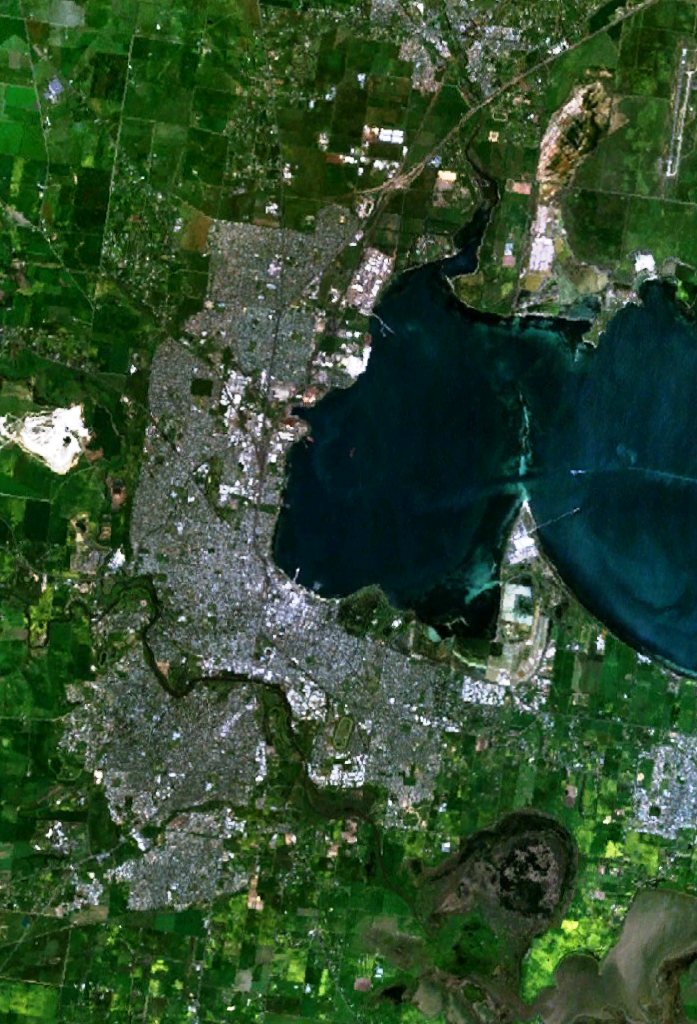
Landsat 7-Aufnahme der Umgebung von Geelong mit Corio Bay

Als Hamilton Hume und William Hovell während ihrer Expedition von Hume und Hovell die Bucht im Jahre 1824 betraten, trafen sie auf Aborigines der Wautharong, die diese Bucht Jillong und das umgebende Land Corayo nannten. Diese Namen wurden in den 1830er Jahren für Corio und Geelong üblich.

## Schifffahrt
Der Hafen von Geelong, gemessen an der Tonnage der sechstgrößte des Landes, liegt an der Corio Bay.
Zur Zeit der ersten Siedler in Geelong versperrte eine Sandbank quer durch die Bucht von Point Lilias nach Point Henry das Einlaufen von Schiffen in den inneren Hafen. Sie mussten damals draußen in der Bucht anlegen, und die Fracht wurde auf kleinen Booten nach Geelong gebracht. Bei Ebbe war es zum Teil möglich, die Bucht auf der Sandbank zu Fuß zu durchqueren.
1853 wurde ein erster schiffbarer Kanal durch die Sandbank angelegt, den Schiffe mit weniger als vier Meter Tiefgang befahren konnten. In den 1860er Jahren wurde dieser Kanal auf eine Tiefe von sechs Metern erweitert. Ab 1881 wurde ein neuer Kanal angelegt. Er wurde Hopetoun Channel nach Lord Hopetoun benannt, der ihn am 20. Dezember 1893 eröffnete.
Das Management des Kanals und des Hafens liegt in der Verantwortung des Geelong Harbour Trust, der im Dezember 1905 gegründet wurde. 1981 übernahm die Port of Geelong Authority diesen Trust. Diese Gesellschaft wurde vom Staat im Jahr 1996 an TNT Logistics verkauft. Später wurde er in GeelongPort umbenannt.

## Freizeit

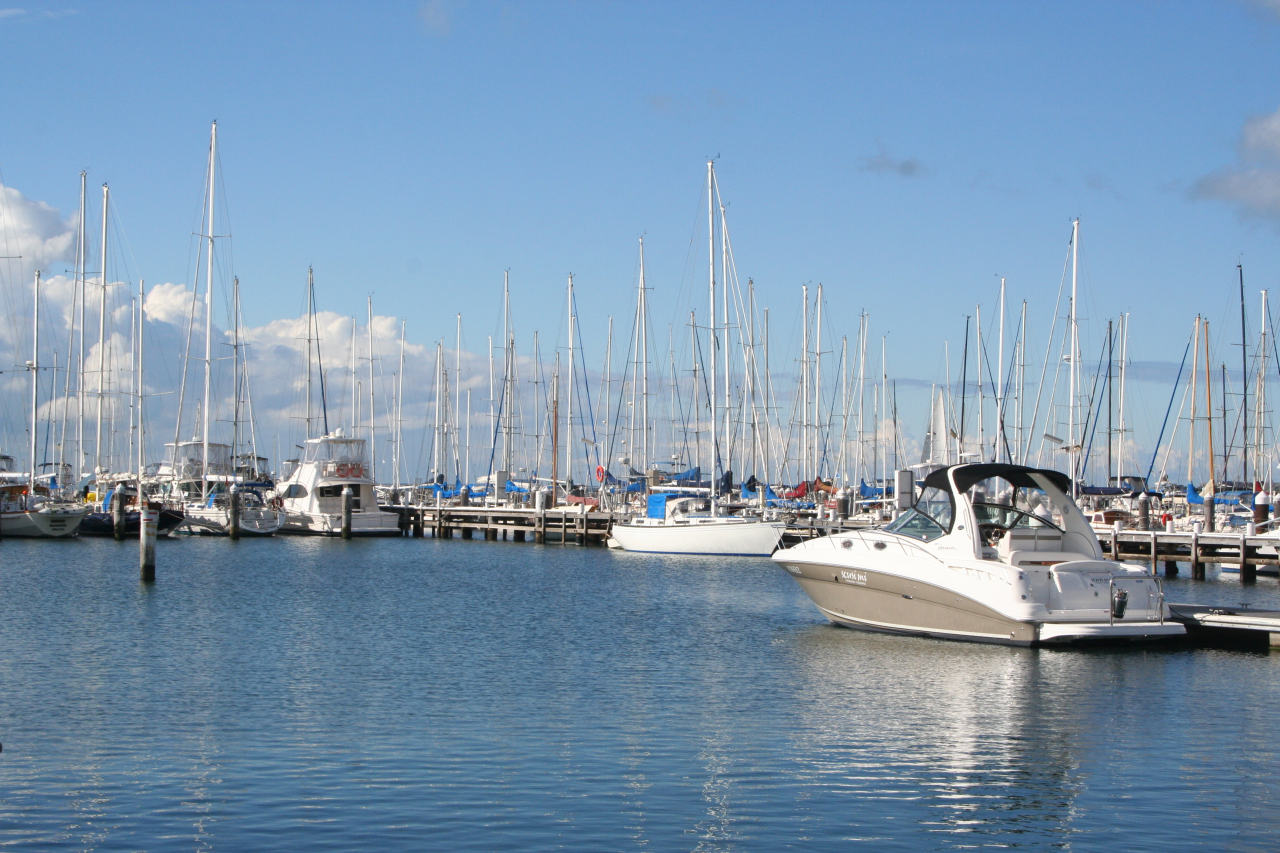
Bay City Marina

Die Küsten der Corio Bay sind ein beliebter Naherholungsraum für die Bewohner von Geelong. Seit den 1930er Jahren ist der Eastern Beach ein beliebter Badestrand. Bootfahren ist ebenfalls beliebt – es stehen eine Reihe von öffentlichen Bootsrampen und Piers zur Verfügung.